# Eutermellus
Eutermellus es un género de termitas  perteneciente a la familia Termitidae que tiene las siguientes especies:

## Especies
1. Eutermellus abruptus
2. Eutermellus aquilinus
3. Eutermellus bipartitus
4. Eutermellus convergens
5. Eutermellus undulans